# مايلينا
بلدية مايلينا (بالإسبانية: Millena)‏, هي بلدية تقع في مقاطعة اليكانتي. جنوب شرق إسبانيا. يبلغ عدد سكانها 186 نسمة.